# ZAZ (cantante)
ZAZ, pseudonimo di Isabelle Geffroy (Tours, 1º maggio 1980), è una cantante francese.
Ha raggiunto il successo a livello internazionale nel 2010 grazie alla pubblicazione del singolo Je veux, che ha promosso l'uscita dell'album di debutto della cantante, l'omonimo Zaz, che ha raggiunto la vetta della classifica francese degli album più venduti.

## Biografia
Sua madre era un'insegnante di spagnolo, suo padre lavorava per una compagnia elettrica. Nel 1995 entrò al Conservatorio Regionale di Tours. Studiò teoria musicale, ma in particolare violino, pianoforte, chitarra e canto corale. Nel 2000 vinse una borsa di studio che le permise di frequentare una scuola di musica moderna. Nel 2001 ha iniziato la sua carriera di cantante nel gruppo musicale blues Fifty Fingers. Ha cantato in gruppi musicali di Angoulême ed è diventata una delle quattro cantanti di Izar-Adatz.

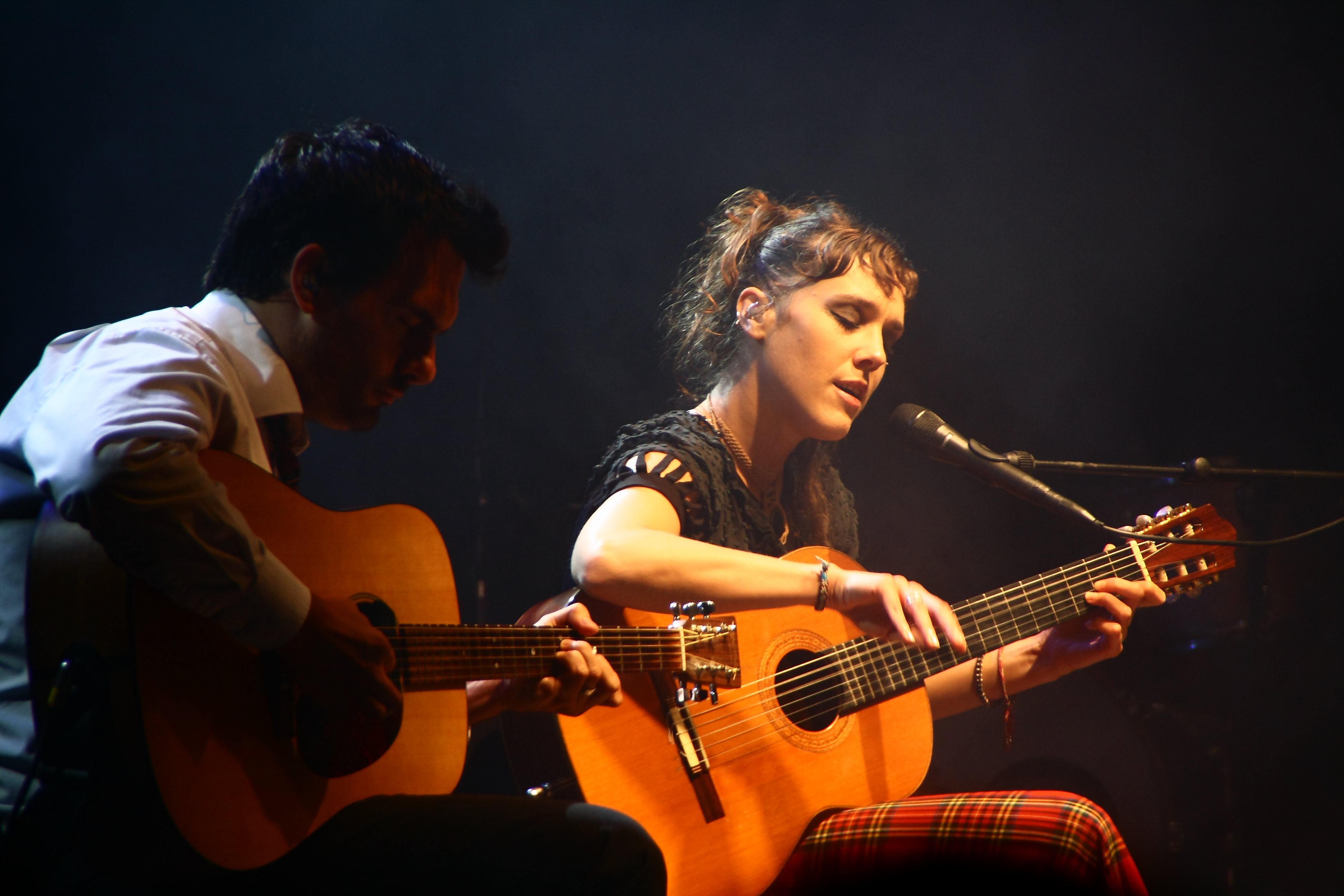
ZAZ in concerto nel 2011 assieme a Benoit Simon

Il 10 maggio 2010 è stato pubblicato il suo primo album, Zaz, contenente alcune canzoni scritte da lei e altre scritte insieme a diversi produttori. Nel 2010 ha firmato un contratto per i suoi tour, è stata invitata a fare diverse apparizioni televisive nel novembre 2010 e le è stato assegnato il titolo di "Rivelazione dell'anno" da parte dell'Accademia "Charles Cros". ZAZ ha vinto anche il premio europeo "Border Breakers" per essere stata l'artista francese più richiesta.
Nel 2012 è stata in tour in vari paesi del mondo tra cui Giappone, Canada, Germania, Svizzera, Slovenia, Croazia, Bulgaria, Macedonia, Serbia e Turchia. Nel maggio dell'anno successivo è uscito il suo secondo album, composto da Kerradine Soltani. Sempre nel 2013 la sua canzone Ebloiue par la nuit è stata utilizzata nella colonna sonora del film Dead Man Down con Colin Farrell.
Nel 2014 ha inciso il brano Belle per la colonna sonora di Belle e Sébastien, film ispirato all'omonimo sceneggiato francese.
Il 7 settembre 2018 esce il singolo Qué vendrá, cantato in parte in spagnolo.

## Discografia

### Album in studio
- 2010 – Zaz
- 2013 – Recto verso
- 2014 – Paris
- 2018 – Effet miroir
- 2021 – Isa

### Album dal vivo
- 2011 – Sans Tsu Tsou
- 2015 – Sur la route

### Singoli
- 2010 – Je veux
- 2010 – Le long de la route
- 2011 – Éblouie par la nuit
- 2013 – On ira
- 2013 – Comme ci, comme ça
- 2013 – Si
- 2014 – Gamine
- 2014 – Belle
- 2015 – Inséparables (Pablo Alborán avec Zaz)
- 2018 – Qué vendrá
- 2019 – On s'en remet jamais
- 2021 – Imagine
- 2021 – Le jardin des larmes (feat. Till Lindemann)

### Partecipazioni
- 2014 – Le chemin de pierre (version pop) (singolo benefico)